# ヤコビの四平方定理
ヤコビの四平方定理 (英: Jacobi's four square theorem) は、自然数を高々四個の平方数の和で表す方法の数を与える定理。名称はドイツの数学者ヤコビに由来する。
自然数Nを高々四個の平方数の和で表す方法の数は
{\displaystyle r_{4}(N)=8\sum _{4{\nmid }d{\mid }N}d}
で与えられる。但し、シグマ記号は4で整除されないNの約数（1とNを含む）について和を取ることを表す。{\displaystyle N\geqq 1}ならば{\displaystyle r_{4}(N)\geqq 8}であるから、ヤコビの四平方定理はラグランジュの四平方定理を包含する。
ヤコビの四平方定理はヤコビが楕円関数論を使用して証明した。この定理はガウスが『整数論』の第182条で述べたものと同値である。

## 具体例
例えば、
{\displaystyle r_{4}(12)=8\left(1+2+3+6\right)=96}
であるが、実際に12を高々四個の平方数の和で表す方法は
{\displaystyle {\begin{aligned}12&=(\pm 2)^{2}+(\pm 2)^{2}+(\pm 2)^{2}+0^{2}\\&=(\pm 2)^{2}+(\pm 2)^{2}+0^{2}+(\pm 2)^{2}\\&=(\pm 2)^{2}+0^{2}+(\pm 2)^{2}+(\pm 2)^{2}\\&=0^{2}+(\pm 2)^{2}+(\pm 2)^{2}+(\pm 2)^{2}\\&=(\pm 3)^{2}+(\pm 1)^{2}+(\pm 1)^{2}+(\pm 1)^{2}\\&=(\pm 1)^{2}+(\pm 3)^{2}+(\pm 1)^{2}+(\pm 1)^{2}\\&=(\pm 1)^{2}+(\pm 1)^{2}+(\pm 3)^{2}+(\pm 1)^{2}\\&=(\pm 1)^{2}+(\pm 1)^{2}+(\pm 1)^{2}+(\pm 3)^{2}\\\end{aligned}}}
であり、符号と順序を区別すれば96個になる。

## 関連記事
- ラグランジュの四平方定理
- Disquisitiones Arithmeticae